# Jerry Rivera

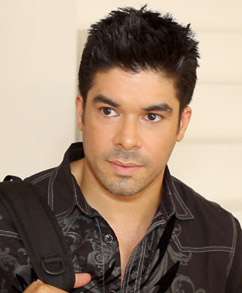
Jerry Rivera, 2011

Jerry Rivera (* 31. Juli 1973 in Humacao, Puerto Rico) ist ein puerto-ricanischer Salsa-Sänger.

## Hintergrund
Riveras zweites Album Cuenta Conmigo gewann 4-fach-Platin in den Vereinigten Staaten und gilt als die bisher meistverkaufte Salsaplatte weltweit.
Sein Vorbild ist nach eigenem Bekunden der früh verstorbene Frankie Ruiz.

## Diskografie

### Studioalben
| Jahr | Titel                               | Höchstplatzierung, Gesamtwochen, AuszeichnungChartsChartplatzierungen (Jahr, Titel, Platzierungen, Wochen, Auszeichnungen, Anmerkungen) | Anmerkungen                         |
| Jahr | Titel                               | Latin | Anmerkungen                         |
| ---- | ----------------------------------- | --- | ----------------------------------- |
| 1992 | Cuenta Conmigo                      | Latin16 ×4Vierfachplatin · (39 Wo.)Latin                                                                                                | Charteinstieg in US-Latin erst 1993 |
| 1993 | Cara De Niño                        | Latin3 ×3Dreifachplatin · (52 Wo.)Latin                                                                                                 |                                     |
| 1994 | Lo Nuevo Y Lo Mejor                 | Latin6 (27 Wo.)Latin |                                     |
| 1995 | Magia                               | Latin5 Platin · (19 Wo.)Latin |                                     |
| 1996 | Fresco                              | Latin14 Platin · (22 Wo.)Latin |                                     |
| 1997 | Ya No Soy El Niño Aquel             | Latin25 Gold · (16 Wo.)Latin |                                     |
| 1999 | De Otra Manera                      | Latin7 ×2Doppelplatin · (25 Wo.)Latin                                                                                                   |                                     |
| 2001 | Rivera                              | Latin6 Platin · (25 Wo.)Latin |                                     |
| 2002 | Vuela Muy Alto                      | Latin8 Gold · (18 Wo.)Latin |                                     |
| 2003 | Canto A Mi Idolo...Frankie Ruiz     | Latin33 Gold · (12 Wo.)Latin |                                     |
| 2004 | Mi Historia Musical                 | Latin73 (1 Wo.)Latin |                                     |
| 2008 | Amores Como El Nuestro...Los Exitos | Latin32 (3 Wo.)Latin |                                     |
| 2011 | El Amor Existe                      | Latin13 (8 Wo.)Latin |                                     |

grau schraffiert: keine Chartdaten aus diesem Jahr verfügbar
Weitere Alben
- 1989: Empezando a Vivir
- 1990: Abriendo Puertas (US: Platin)

### Singles
| Jahr | Titel Album                                       | Höchstplatzierung, Gesamtwochen, AuszeichnungChartsChartplatzierungen (Jahr, Titel, Album, Platzierungen, Wochen, Auszeichnungen, Anmerkungen) | Anmerkungen |
| Jahr | Titel Album                                       | Latin | Anmerkungen |
| ---- | ------------------------------------------------- | --- | ----------- |
| 1991 | Dime Abriendo Puertas                             | Latin26 (6 Wo.)Latin |             |
| 1991 | Mas Que Tu Abriendo Puertas                       | Latin35 (2 Wo.)Latin |             |
| 1992 | Casi Un Hechizo Cuenta Conmigo                    | Latin22 (7 Wo.)Latin |             |
| 1992 | Amores Como El Nuestro Cuenta Conmigo             | Latin16 (7 Wo.)Latin |             |
| 1992 | Cuenta Conmigo                                    | Latin24 (6 Wo.)Latin |             |
| 1993 | Una En Un Millon Cuenta Conmigo                   | Latin22 (8 Wo.)Latin |             |
| 1994 | Cara De Niño                                      | Latin14 (9 Wo.)Latin |             |
| 1994 | No Hieras Mi Vida Cara De Niño                    | Latin11 (9 Wo.)Latin |             |
| 1994 | Dia Y Noche Pienso En Ella Cara De Niño           | Latin31 (4 Wo.)Latin |             |
| 1994 | Me Estoy Enloqueciendo Por Ti Lo Nuevo & Lo Mejor | Latin33 (2 Wo.)Latin |             |
| 1995 | Ahora Que Estoy Solo Magia                        | Latin23 (5 Wo.)Latin |             |
| 1996 | Suave Fresco                                      | Latin16 (5 Wo.)Latin |             |
| 1996 | Una Y Mil Veces Fresco                            | Latin23 (5 Wo.)Latin |             |
| 1997 | Llorare Fresco                                    | Latin29 (3 Wo.)Latin |             |
| 1997 | Ya No Soy El Niño Aquel                           | Latin20 (8 Wo.)Latin |             |
| 1998 | El Amor Nunca Pregunta Ya No Soy El Niño Aquel    | Latin27 (4 Wo.)Latin |             |
| 1999 | Ese De Otra Manera                                | Latin1 (23 Wo.)Latin |             |
| 1999 | De Que Vale Ser Un Rey De Otra Manera             | Latin24 (5 Wo.)Latin |             |
| 1999 | Si Tu Me Faltas De Otra Manera                    | Latin17 (8 Wo.)Latin |             |
| 2001 | Quiero De Otra Manera                             | Latin1 (18 Wo.)Latin |             |
| 2001 | Muero Jerry Rivera                                | Latin13 (16 Wo.)Latin |             |
| 2002 | Quiero Jerry Rivera                               | Latin3 (26 Wo.)Latin |             |
| 2003 | Herida Mortal Vuela Muy Alto                      | Latin7 (25 Wo.)Latin |             |
| 2003 | Mi Libertad Canto A Mi Idolo Frankie Ruiz         | Latin20 (15 Wo.)Latin |             |
| 2007 | Cuesta Abajo Caribe Gardel                        | Latin42 (4 Wo.)Latin |             |
| 2011 | Solo Pienso En Ti                                 | Latin25 (12 Wo.)Latin |             |
| 2012 | Solo Con Un Beso                                  | Latin34 (1 Wo.)Latin |             |
| 2012 | El Amor Existe                                    | Latin38 (1 Wo.)Latin |             |

### Gastbeiträge
| Jahr | Titel Album          | Höchstplatzierung, Gesamtwochen, AuszeichnungChartsChartplatzierungen (Jahr, Titel, Album, Platzierungen, Wochen, Auszeichnungen, Anmerkungen) | Anmerkungen                         |
| Jahr | Titel Album          | Latin | Anmerkungen                         |
| ---- | -------------------- | --- | ----------------------------------- |
| 2016 | Vine A Decir Renacer | Latin50 (1 Wo.)Latin | Christian Daniel feat. Jerry Rivera |